# Simiyu (Fluss)
Der Simiyu ist ein Fluss im Nordwesten Tansanias.

## Geografie
Der Fluss entspringt im Serengeti-Nationalpark auf einer Höhe von etwa 1680 Meter und mündet nach ca. 180 km langem Lauf bei der Stadt Magu Mjini in den Victoriasee. Sein wichtigster Zufluss ist der Duma, der fast ebenso lang ist und kurz vor Magu Mjini mündet.

## Hydrometrie
Durchschnittliche monatliche Durchströmung des Simiyu gemessen an der hydrologischen Station in Magu Mjini, etwa 10 km oberhalb des Victoriasees in m³/s (1999–2004). Der Simiyu fließt stark regenzeitabhängig, wie die meisten Flüsse in der Region.